# Institut for Byggeri og Anlæg
Institut for Byggeri og Anlæg (forkortet DTU Byg) er et institut ved Danmarks Tekniske Universitet i Kongens Lyngby. På instituttet undervises og forskes der inden for fokusområder af byggeprocesser, bygninger og konstruktioner. Gennem samarbejde med med private virksomheder og offentlige myndigheder søges der efter ny viden og nye løsninger inden for bygge- og anlægsteknik.
Indenfor feltet Civil Engineering rangerede DTU i 2019 som nr. 18 på verdensrangslisten.

## Historie
Instituttet blev etableret i 2001 for at forene alle de tekniske discipliner, der skal anvendes i en designproces. Det omfatter tidligere afdelinger og laboratorier som ”Afdelingen for Bærende Konstruktioner”, ”Institut for Geologi og Geoteknik”, ”Laboratoriet for Bygningsmaterialer”, ”Laboratoriet for Varmeisolering”, ”Instituttet for Husbygning”, ”Institut for Veje, Trafik og Byplan”, ”Laboratoriet for Anlægsteknik”, ”Institut for Grafisk Kommunikation” samt ”Institut for Strømningsmekanik og Vandbygning".

## Organisation
På campus råder instituttet over bygningerne 116-222, 127 og 402. Diplomingeniøruddannelsen i Ballerup og Center for Arktisk Teknologi i Sisimiut hører ligeledes under DTU Byg.
Organiseringen sker i sektioner, centre og afdelinger, der er opdelt efter deres faglige fokusområder. Sektionerne og centrene er ansvarlige for den forskningsmæssige udvikling inden for egne specialer, mens afdelingerne er instituttets koordinerende enheder.
Man råder over forsøgs-, laboratorie- og værkstedsfaciliteter rangerende fra store forsøgshaller til afprøvning af fuldskala bygningskonstruktioner over mindre laboratorier med elektronmikroskoper til materialeundersøgelser. Desuden findes også udendørs prøvestande til afprøvning af forskelligt udstyr Faciliteterne understøtter forskning og undervisning.
Instituttet beskæftiger 208 medarbejdere, heraf 120 videnskabelige medarbejdere, 34 ph.d.-studerende og 54 tekniske og administrative medarbejdere. Blandt de ansatte er professor Kristian Dahl Hertz.

## Uddannelser
De primære udbudte uddannelser er på diplom- (3,5 år), civilniveau (5 år), samt en overbygning til civilingeniører (2 år) efter endt diplomingeniørstudium.
| - Diplomingeniør - Bygningsdesign - Arktisk Byggeri og Infrastruktur - Bachelor - Byggeteknologi - Bygningsdesign | - Kandidat - Byggeteknologi - Bygningsdesign - Cold Climate Engineering - Olie- og Gasteknologi |

Desuden tilbydes en tre-årig ph.d.-uddannelse, en master i brandsikkerhed og efteruddannelse for konstruktionsingeniører.